# Hjalmar Hammarskjöld
Knut Hjalmar Leonard Hammarskjöld (Tuna, 4 febbraio 1862 – Stoccolma, 12 ottobre 1953) è stato un giurista e politico svedese, primo ministro dal 1914 al 1917, membro dell'Accademia svedese.

## Biografia

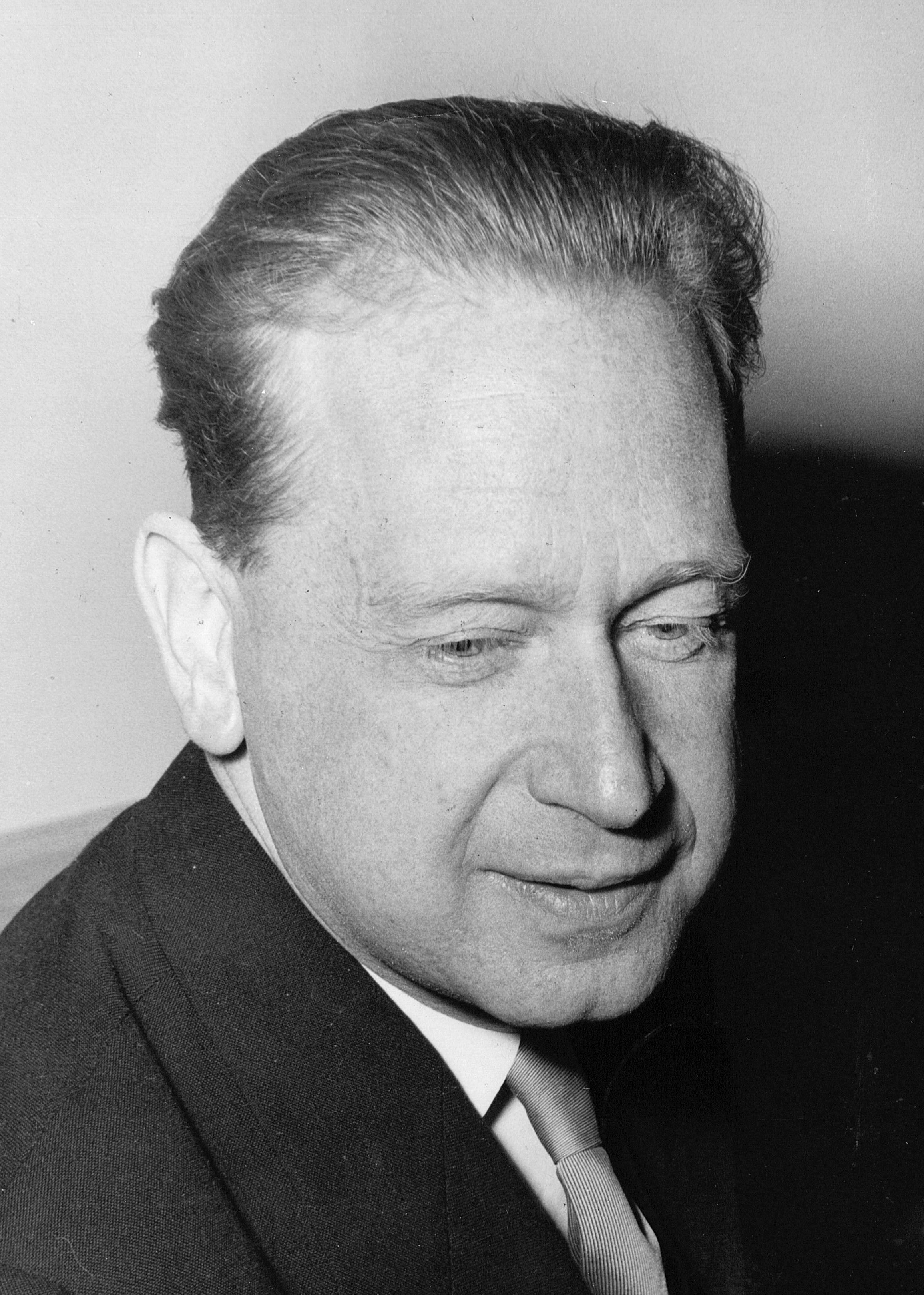
Il figlio Dag (1961)

Nato nel 1862 in un piccolo centro del comune svedese di Vimmerby nella (Contea di Kalmar), discendente da una nobile famiglia con tradizioni militari,
nel 1891 Hjalmar Hammarskjöld fu nominato docente di diritto civile all'Università di Uppsala. Ebbe poi vari incarichi politici: ministro della Giustizia (1901-1902), dell'Istruzione (1905), governatore della Contea di Uppsala (1907) e primo ministro dal 1914 al 1917, durante la prima guerra mondiale. La sua azione politica consentì di mantenere la neutralità della Svezia nel conflitto, ma le critiche per tale politica, giudicata favorevole verso l'Impero tedesco, lo portarono a rassegnare le dimissioni.
Nel 1890 aveva sposato Agnes Almquist (1866–1940), imparentata con il famoso poeta Carl Jonas Love Almquist, dalla quale ebbe quattro figli. L'ultimogenito, Dag, nel 1953 divenne segretario generale delle Nazioni Unite e premio Nobel per la pace nel 1961.
Morì a Stoccolma, a novantuno anni, nel 1953.